# BMW Serie 5
El BMW Serie 5 es un automóvil de turismo de gama alta del segmento E producido por el fabricante alemán BMW. Los primeros modelos Serie 5 fueron lanzados en 1972, y actualmente se encuentra en la séptima generación. La Serie 5 está a la venta en carrocerías sedán y familiar.

## Historia
La Serie 5 recibe su nombre por ser la quinta de las "nuevas series" de Vehículo después de las épocas del V-8 y el Isetta. Modelos precedentes a este fueron el 700, los "Nueva clase" 1500/1600/1800/1602/2002/1502, los "Nuevos seis" 2500/2800/Bavaria y el CS. La Serie 5 pretendía reemplazar las berlinas más pequeñas "Nueva clase", dejando los cupés como los modelos de gama baja de la compañía.
El chasis fue diseñado por Marcello Gandini, basándose en el diseño Bertone 1970 BMW Garmisch 2002ti Geneva. Gandini también realizó el Fiat 132 y el Alfa Romeo Alfetta, otros dos coches que tenían un diseño similar.
Ha habido ocho generaciones de la Serie 5 hasta la fecha. Para diferenciarlos, son nombrados por el número único de chasis (Exx o Fxx). BMW alcanzó la unidad número cinco millones fabricada el 9 de enero de 2008.
La Serie 5 inició la tradición de BMW de nombrar a sus modelos con un número de tres dígitos. El primer dígito (5 en este caso) representa el arcoíris, y los siguientes dos dígitos, normalmente representan el tamaño del motor en decilitros, que es la principal distinción. Adicionalmente, se pueden añadir letras o palabras tras el número de tres dígitos para definir el tipo de carburante (gasolina o diésel), detalles del motor o la transmisión, y el tipo de carrocería. La 'i', originalmente, significaba que tenía inyección de combustible.

## Primera generación (E12; 1972–1981)

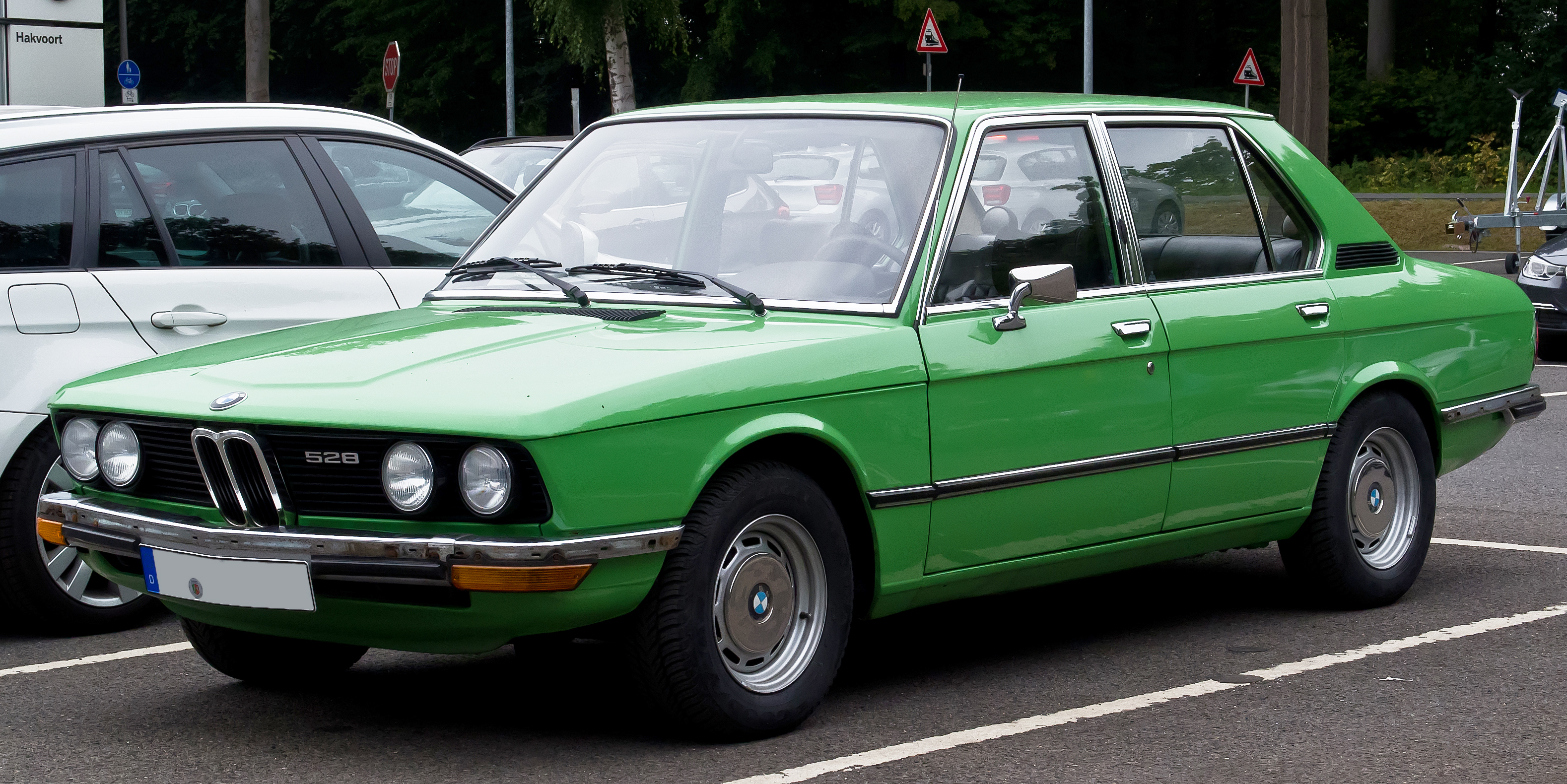
E12 Frontal

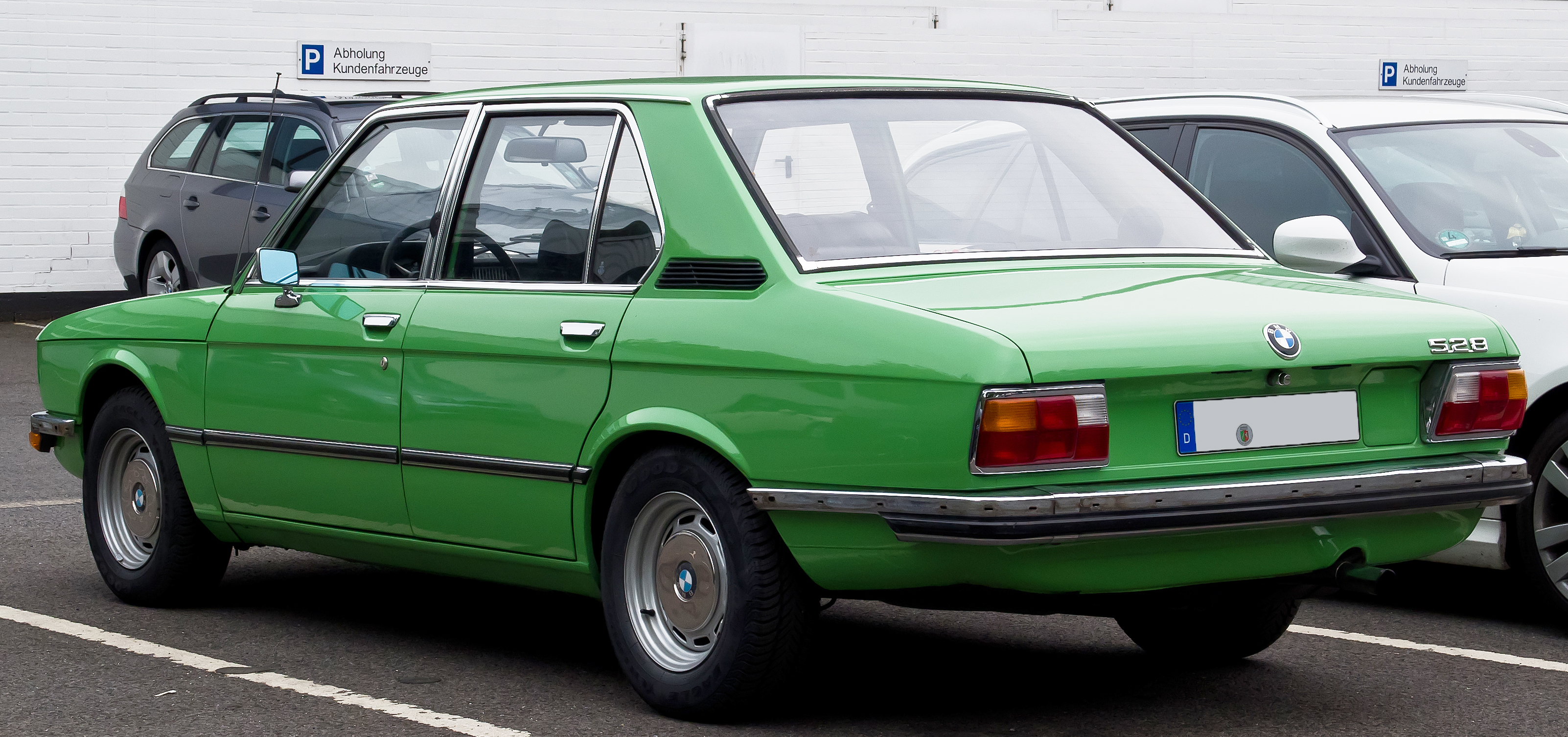
E12 Trasero

El BMW E12 fue el primer modelo fabricado perteneciente a la Serie 5. Su presencia en el mercado duró desde septiembre de 1972 hasta julio de 1981. Los distintos modelos montaron varios tipos de motores, incluyendo versiones de 1.8 y 2.0 litros y cuatro o seis cilindros. 

## Segunda generación (E28; 1981–1988)

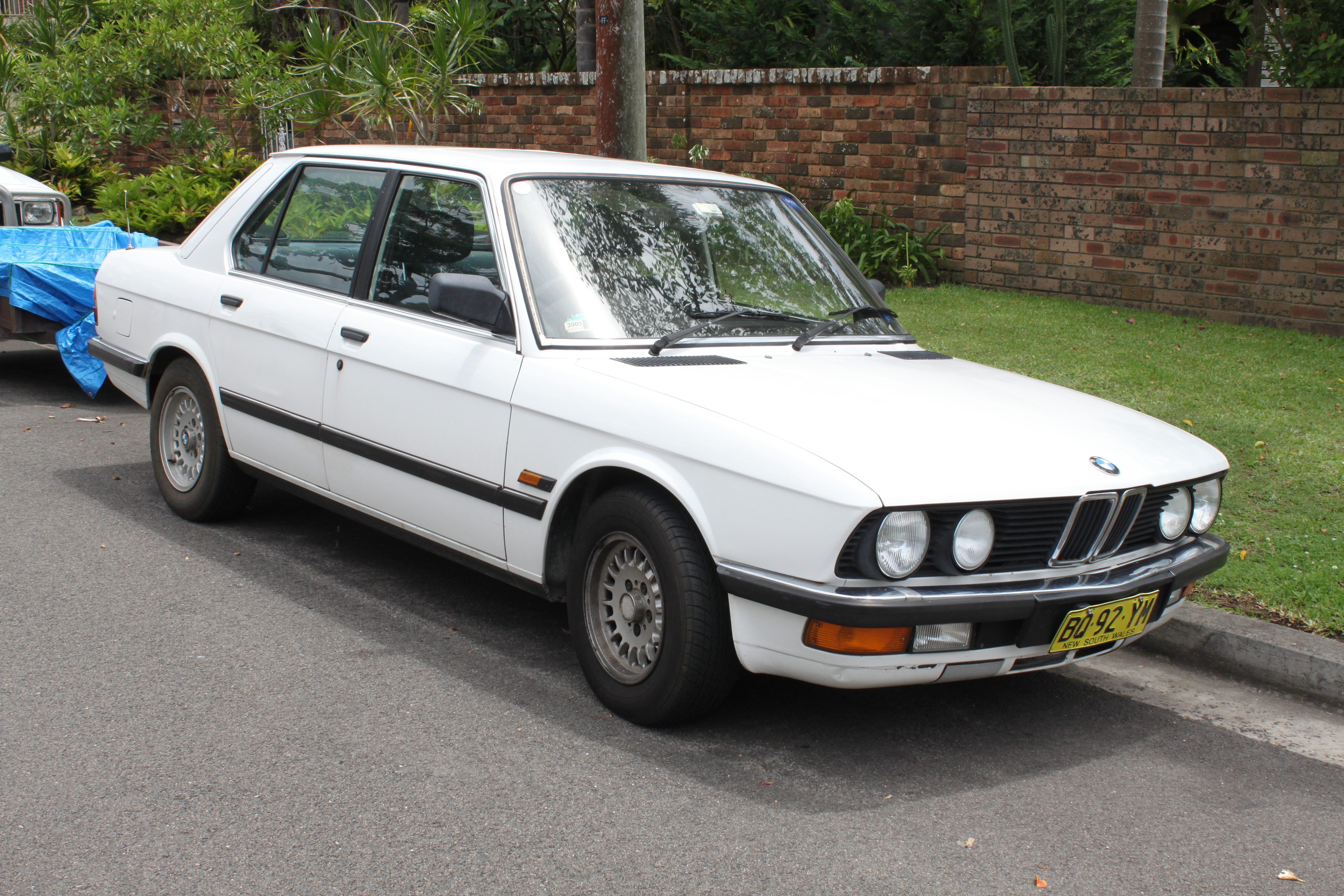
E28 Frontal

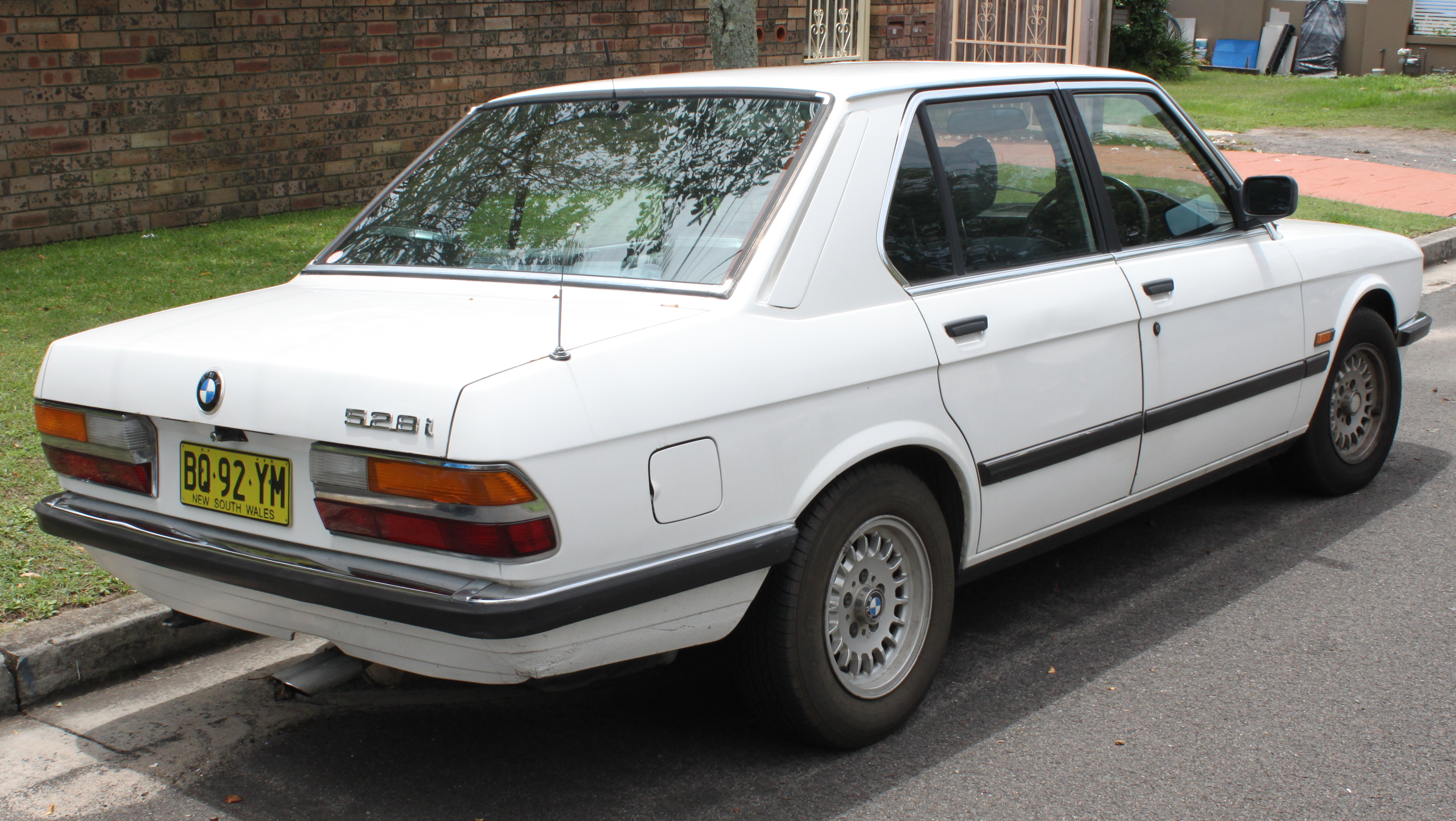
E28 Trasero

El BMW E28 fue la segunda evolución de la Serie 5 de BMW, que se comercializó entre julio de 1981 y diciembre de 1987. Los modelos E28 incluían en sus características, bien de serie o bien opcionalmente: inyección electrónica, sensores de oxígeno, catalizadores, aire acondicionado, techo solar, elevalunas eléctrico, cierre centralizado, luces antiniebla y computador de a bordo.

## Tercera generación (E34; 1988–1996)
El BMW E34 fue la tercera versión de la Serie 5, construido desde diciembre de 1987 hasta diciembre de 1995 (el modelo familiar hasta 1996). Reemplazó a la versión anterior con dos modelos: el 525i 170cv, con el motor M20 y 12 valvulas en cabeza de culata, y el 525i con 192cv y 24 valvulas en cabeza, con el motor m50. Estos coches fueron una mezcla entre tradición de la compañía y alta tecnología, con un chasis que se asemejaba más a la Serie 7.
El E34 fue uno de los coches de lujo más fiables del mercado, ganando varios premios sobre la base de ello. También fue uno de los vehículos más seguros en carretera, incluyendo de serie airbags, frenos antibloqueo en las cuatro ruedas y un chasis muy sólido.

## Cuarta generación (E39; 1995–2003)

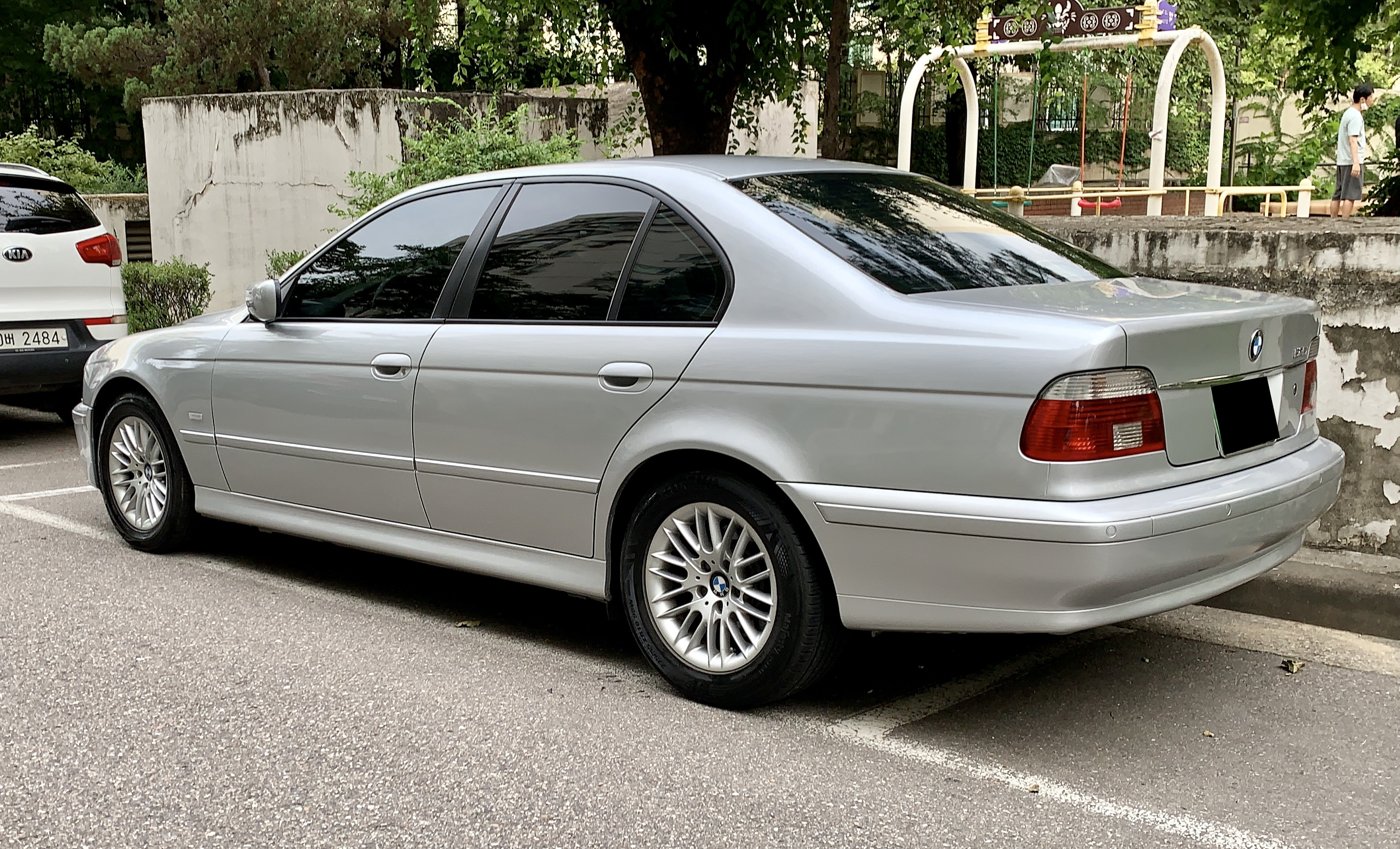
E39 Trasero

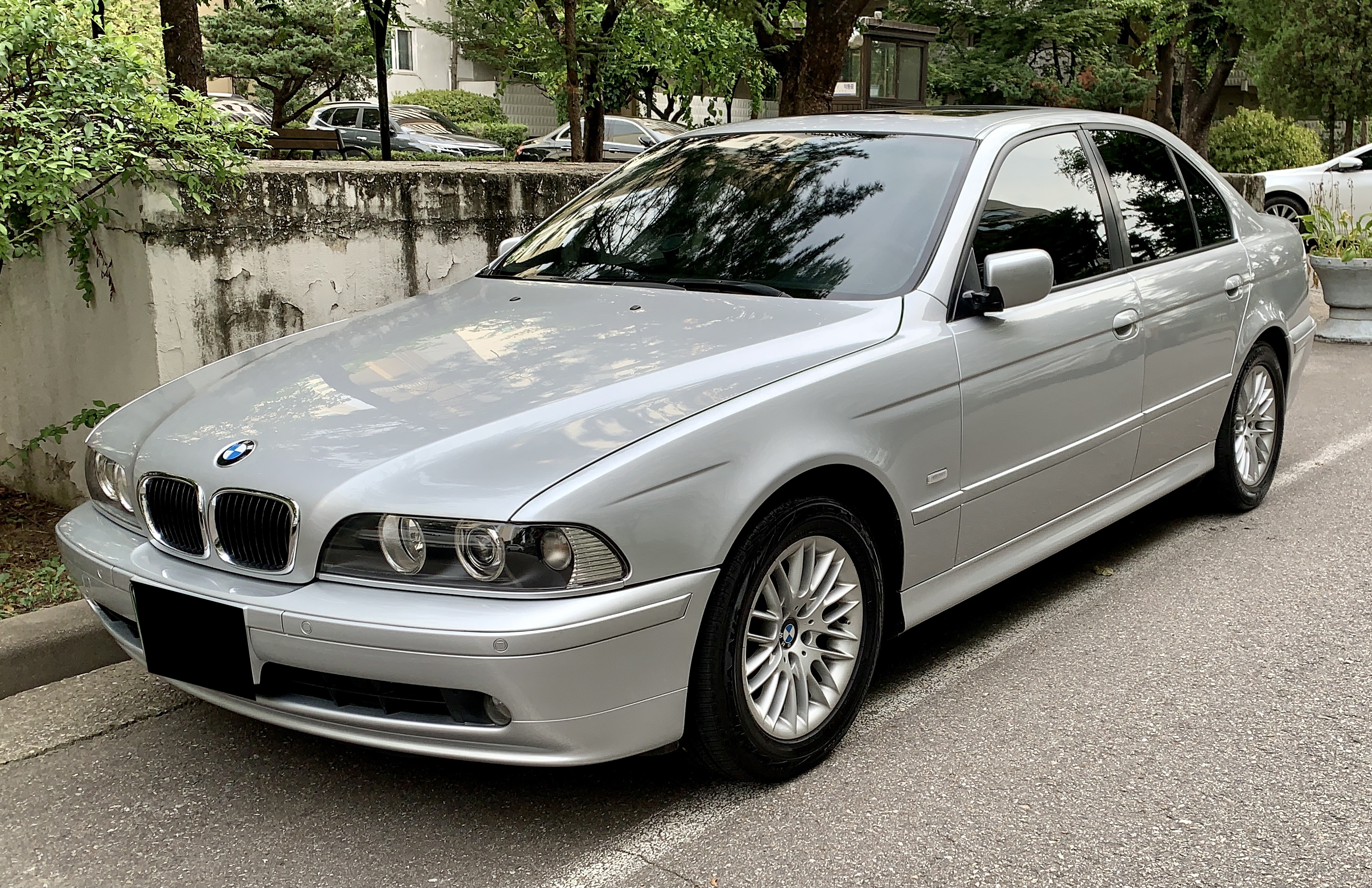
E39 Frontal

El BMW E39 fue la cuarta evolución de la Serie 5 de BMW, fabricada desde octubre de 1995 hasta 2003 (el familiar hasta 2004). Los modelos inferiores (520 a 528) montaban motores M52 de entre 150 y 190 CV. Modelos superiores montaban motores de hasta 400 CV. Esta evolución mantuvo el éxito de la anterior, e incluso la superó, siendo considerados estos coches entre los mejores del fabricante alemán.

## Quinta generación (E60/E61; 2003–2010)

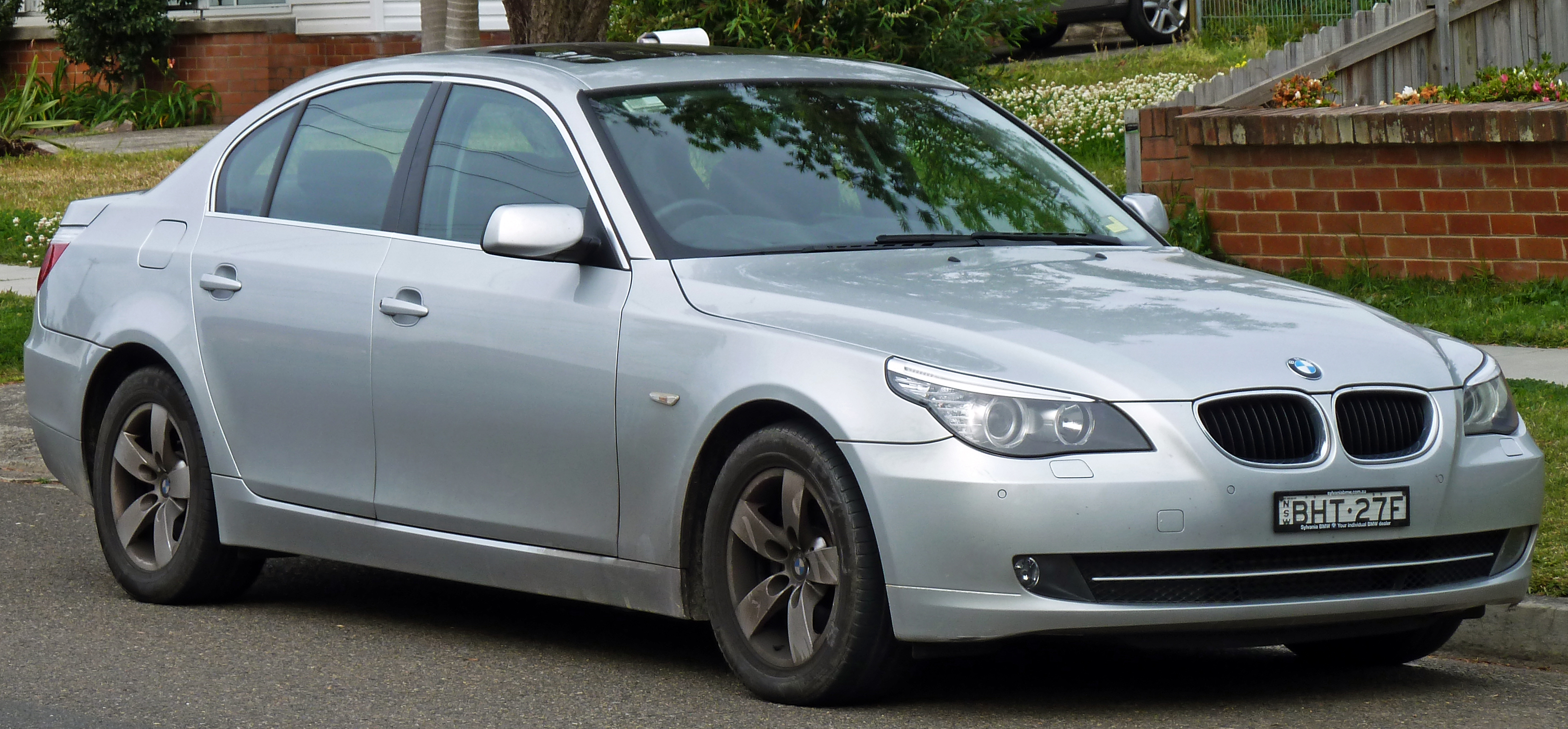
E60 Frontal

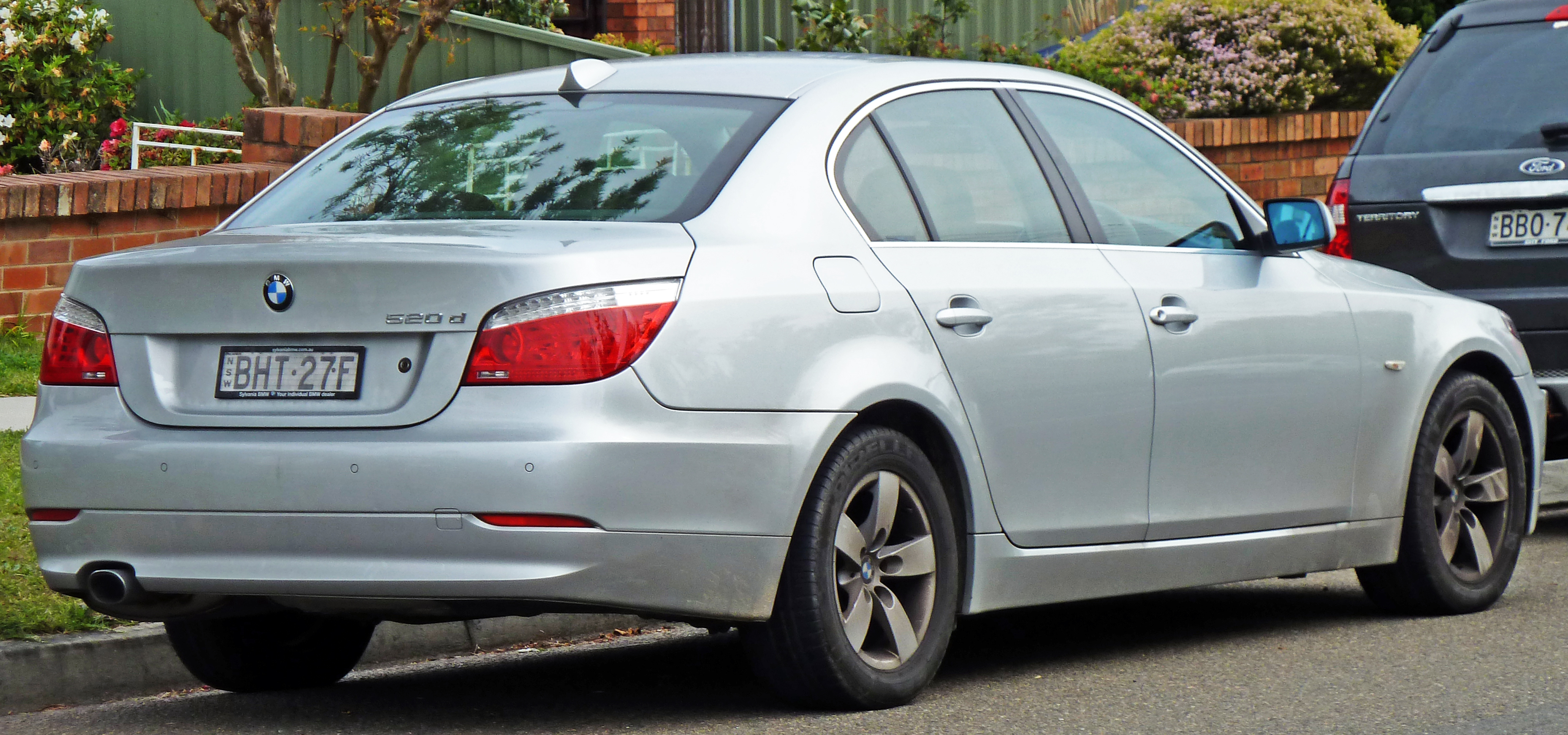
E60 Trasero

El BMW E60 (E61 para la versión familiar) se fabricó desde 2003 hasta 2009. Su diseño, atribuido a Chris Bangle recibió diversas opiniones. Las principales características mecánicas de la Serie 5 se mantuvieron: deportividad y eficiencia energética. Usó desde motores de 4 cilindros de 2.0L turbo diésel de 163CV hasta V10 que producía 507CV.

## Sexta generación (F10/F11/F07/F18; 2010–2017)

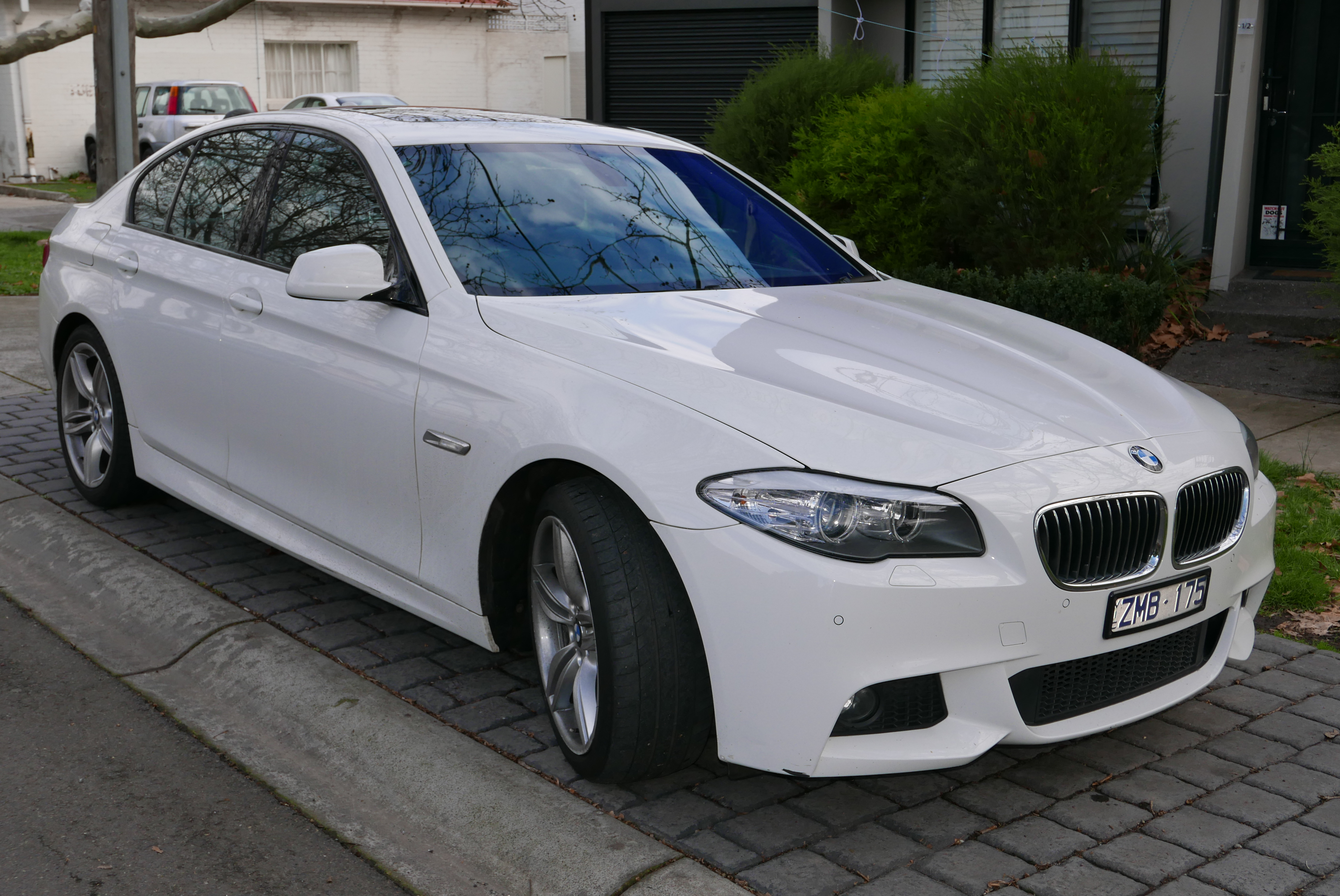
F10 Frontal

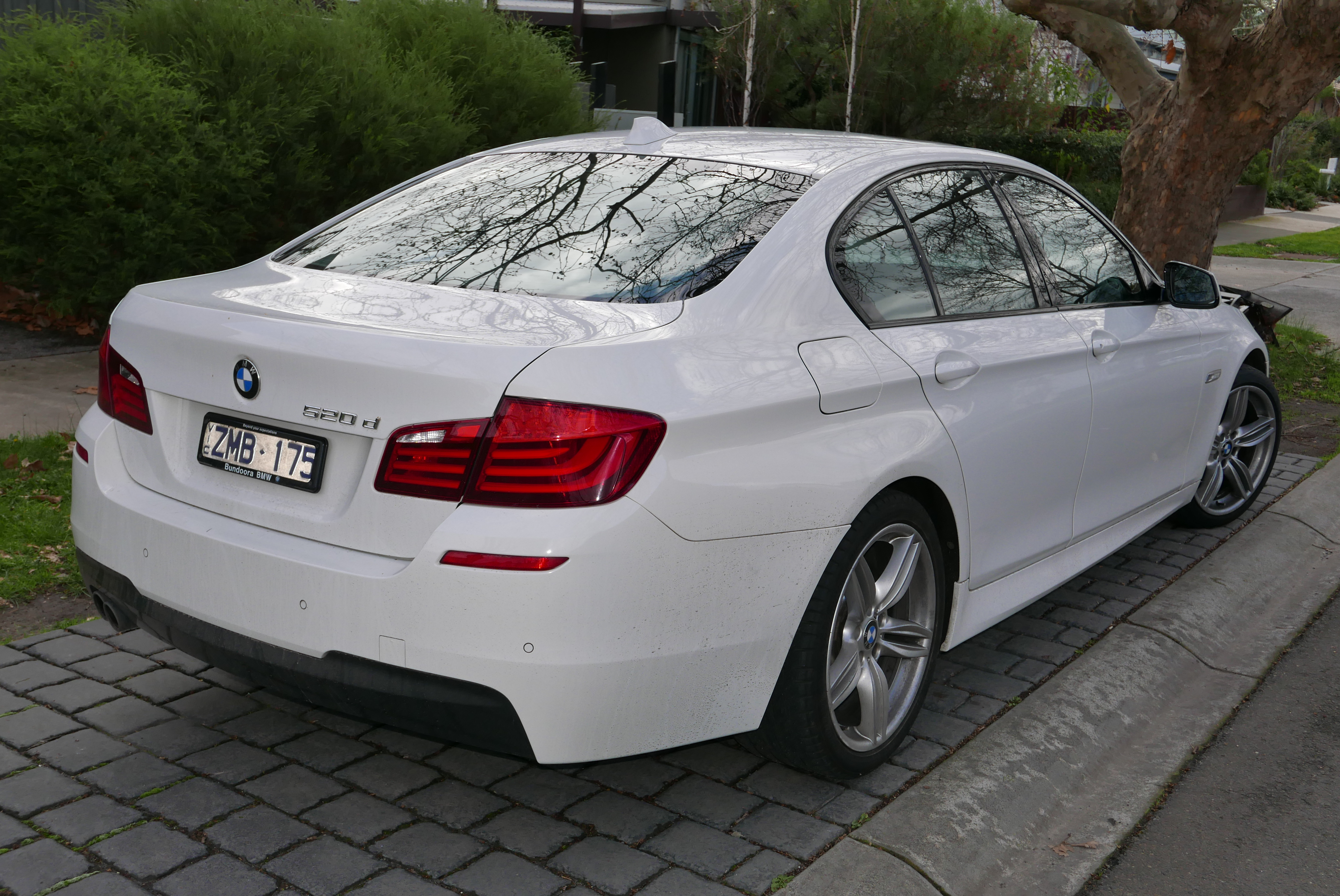
F10 Trasero

La sexta generación del BMW Serie 5 (BMW F10) se presentó a finales de 2009, ya con Adrian van Hooydonk como jefe de diseño de BMW y con Jacek Fröhlich como diseñador de su exterior. Tendrá suspensión delantera de doble trapecio y trasera multibrazo, una caja de cambios ZF automática de 8 velocidades y motores de gasolina de 6 cilindros en línea y 8 en V, atmosféricos y turboalimentados y turbodiésel de 4 y 6 cilindros en línea.
BMW ha sugerido que el nuevo 5 GT de la Serie sustituiría al Serie 5 Touring para América del Norte, debido a las bajas ventas del ranchera E61 en los Estados Unidos, con sólo 400 vendidos en 2009 (hasta el M5 ha sido más vendido)

## Séptima Generación (G30/G31/G38; 2016–2023)

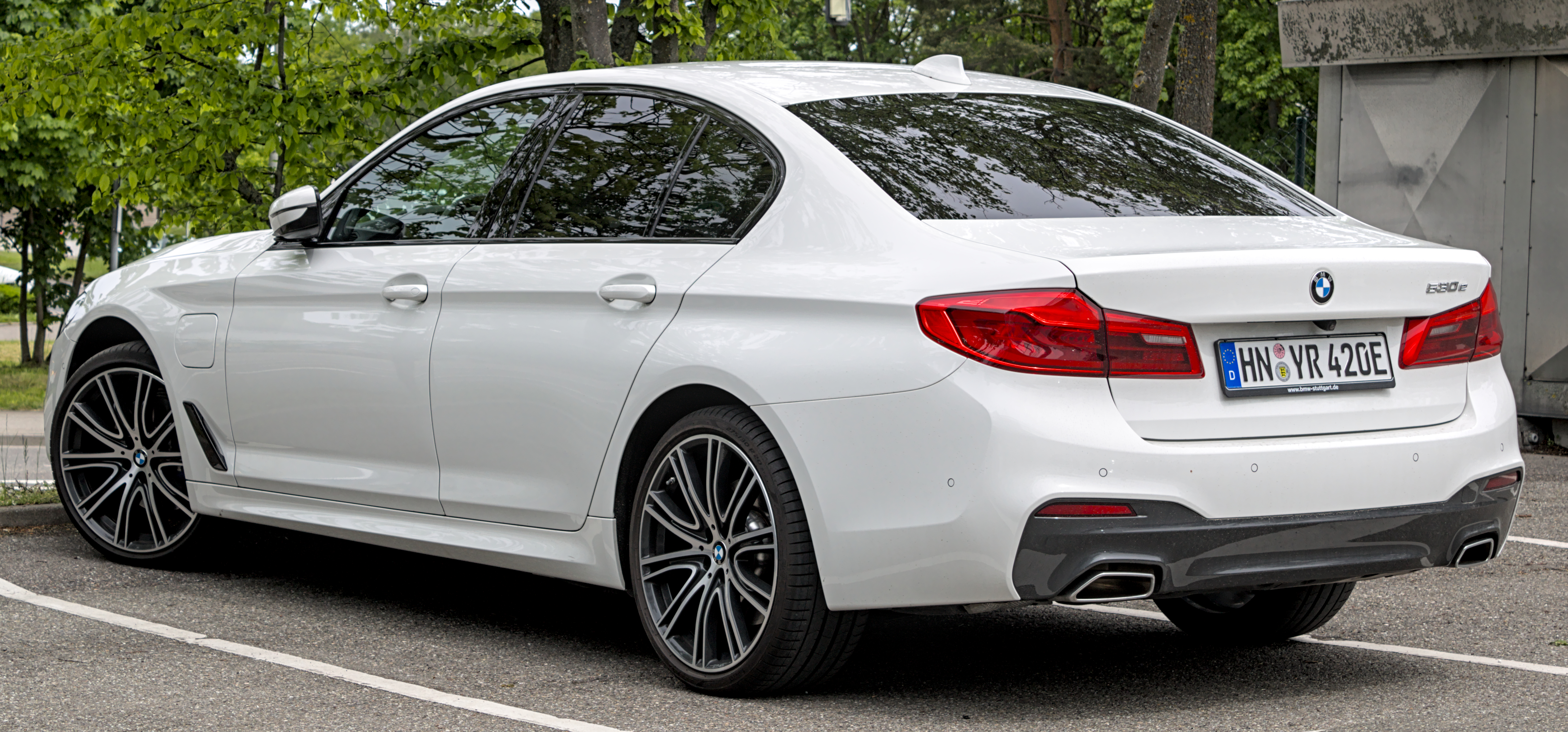
G30 Trasero

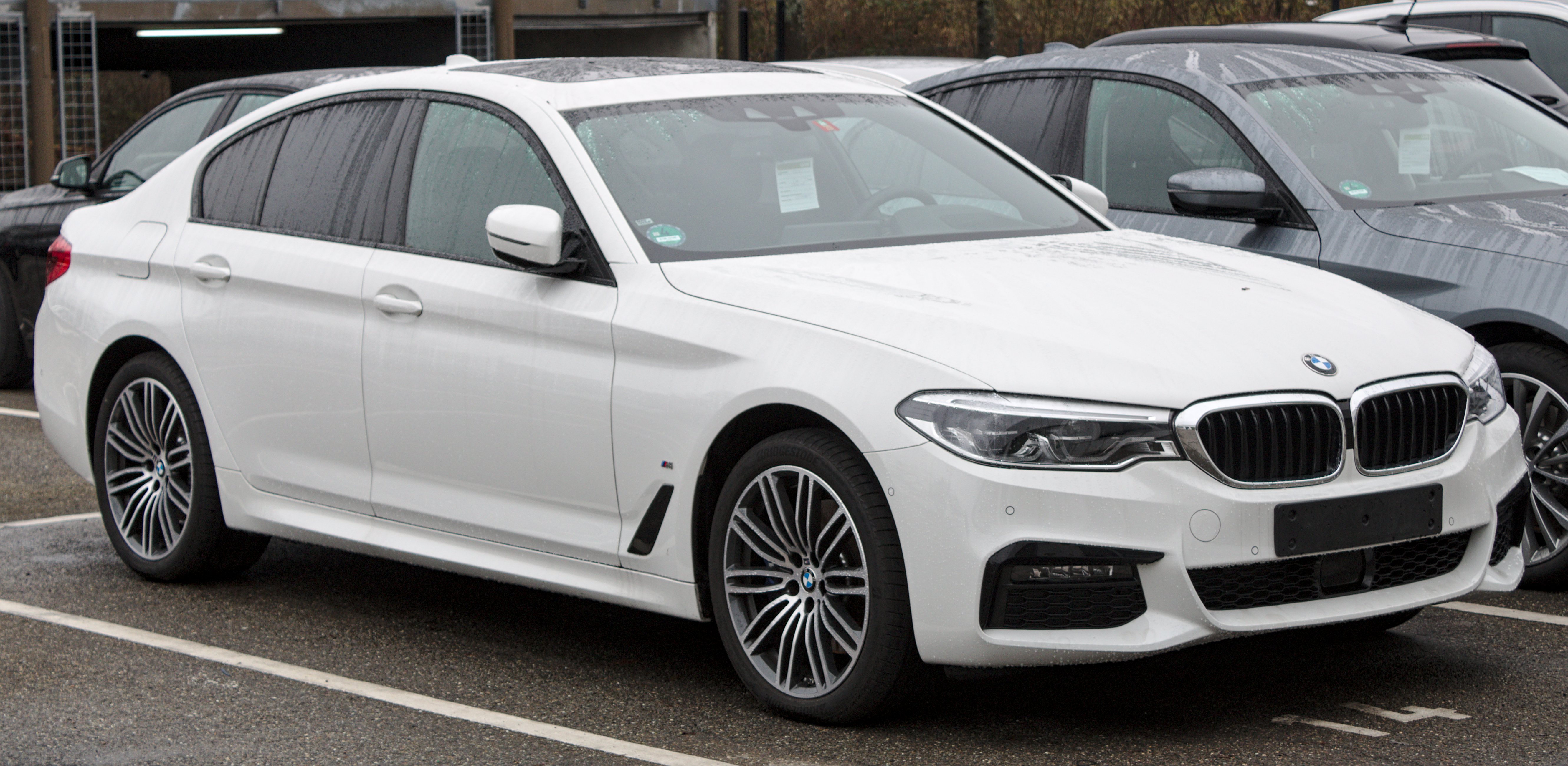
G30 Frente

El BMW G30/G31/G38 es la séptima generación del Serie 5. Se anunció oficialmente en octubre de 2016 y las ventas comenzaron en febrero de 2017.
Los estilos de carrocería de la gama son:
- Sedán/berlina de 4 puertas (G30)
- Vagón/familiar de 5 puertas (G31)
- Berlina de batalla larga de 4 puertas (G38)

El modelo fastback Serie 5 GT de la generación anterior ya no forma parte de la gama de modelos, ya que se ha trasladado a la  gama de modelos Serie 6.
El G30 se basa en la misma plataforma modular que la Serie 7 (G11). BMW planea lanzar un híbrido enchufable de estilo berlina y familiar, el 530e iPerformance, que tendría los avanzados sistemas de asistencia al conductor que se encuentran en la Serie 7.
El F90 M5 es el modelo de rendimiento M5 para la generación G30, y es el primer M5 en emplear un tren motriz de tracción total. Está propulsado por una versión mejorada del motor V8 biturbo S63 utilizado en la generación anterior F10 M5.

## Octava generación (G60, G61; 2023-Actualidad)

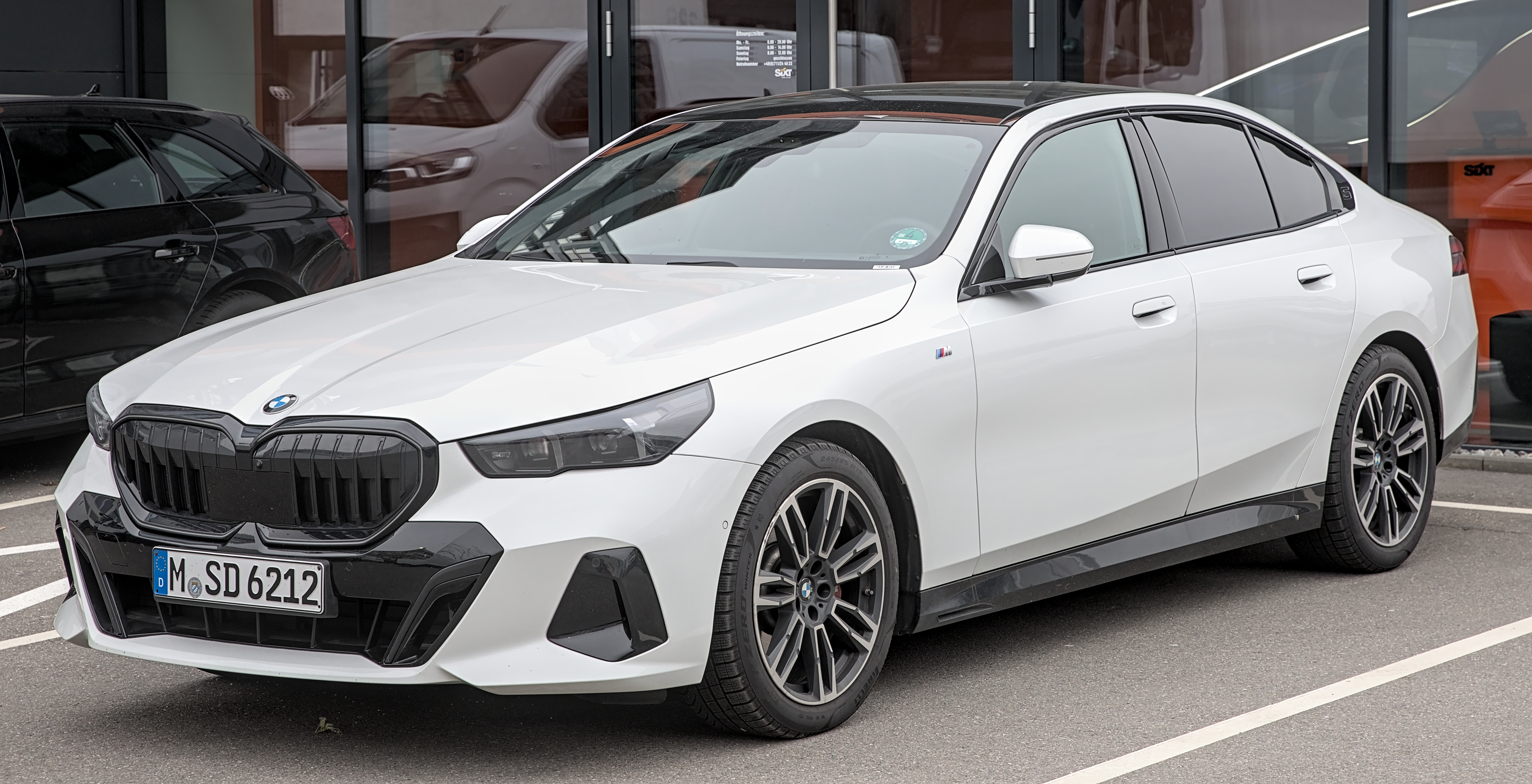
BMW G60 Frontal

El BMW Serie 5 G60, lanzado en octubre de 2023, es la octava generación de la icónica berlina de lujo de BMW. Este modelo presenta varias innovaciones en diseño, tecnología y rendimiento. 

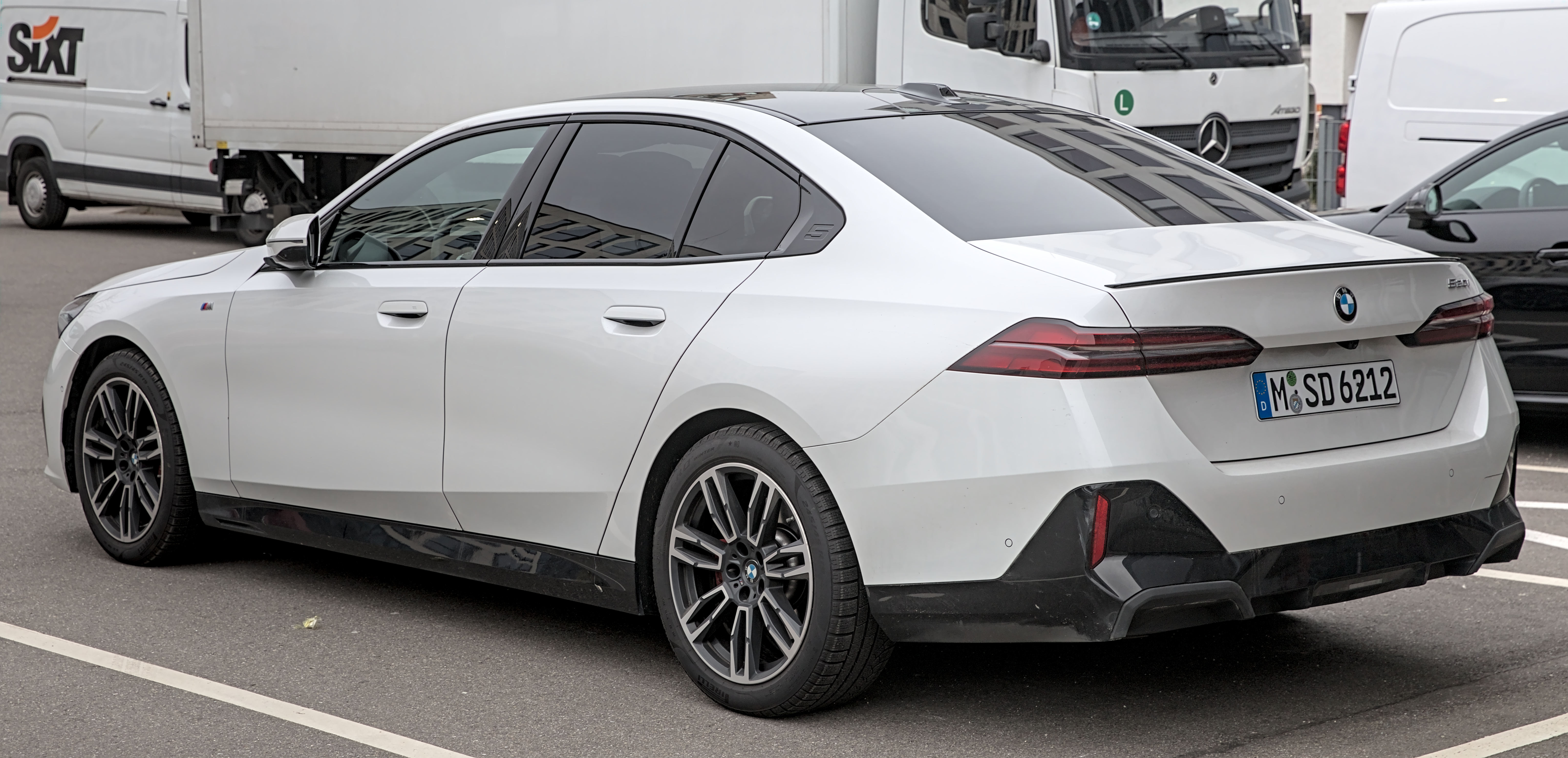
BMW G60 Trasero

El interior del G60 está equipado con la última versión del sistema iDrive de BMW, una pantalla táctil curva y un sistema de asistencia al conductor mejorado que incluye funciones de conducción semiautónoma. 
La gama de motores incluye opciones híbridas enchufables, motores de gasolina y diésel, con un enfoque en la eficiencia y el rendimiento. También se introducen modelos completamente eléctricos bajo la designación i5. 
Aunque BMW no haya dicho mucho al respecto se prevé que el BMW M5 G60 salga a la venta a finales de 2024.